# Satya N. Atluri
Satya Atluri es una ingeniera, educadora, investigadora y científica indioestadounidense de renombre mundial en ingeniería aeroespacial, ingeniería mecánica y ciencias computacionales, que actualmente es la Cátedra Presidencial y Profesor Distinguido de la Universidad Tecnológica de Texas. Desde 1966, hizo contribuciones fundamentales al desarrollo de métodos de elementos finitos, métodos de elementos límite, métodos de Petrov-Galerkin locales sin malla (MLPG), métodos de puntos frágiles (FPM), métodos de iteración variable local, para problemas generales de ingeniería, mecánica sólida, dinámica de fluidos, transferencia de calor, flexoelectricidad, ferromagnética, teorías de gradiente y no locales, dinámica no lineal, teorías de conchas, micromecánica de materiales, integridad estructural y tolerancia al daño, mecánica orbital, astrodinámica, etc.
Atluri fue elegida miembro de la Academia Nacional de Ingeniería en 1996 por sus contribuciones a métodos computacionales para la mecánica de fracturas y el análisis de estructuras aeroespaciales. También fue elegida miembro de la Academia Nacional de Ingeniería de la India en 1997, la Academia Europea de Ciencias en 2002,la Academia Mundial de Ciencias en 2003, la Academia Nacional de Ciencias de Ucrania (Instituto Stephen Timoshenko) en 2008, y la academia más antigua del mundo moderno, la Academia de Atenas en 2013.
Recibió el premio Padma Bhushan,el tercer honor civil más alto de la República de la India, en la categoría de Ciencia y Tecnología, del presidente de la India en 2013.
Sus intereses de investigación se encuentran en las áreas de ingeniería aeroespacial, ingeniería mecánica, mecánica aplicada y matemáticas, genoma de materiales y modelado informático en ingeniería y ciencias.
Fue mentora de unos 600 estudiantes de pregrado y posgrado, postdoctorados, académicos visitantes y profesores visitantes en varias universidades de todo el mundo. Fue autora o editora de 55 libros y monografías, y fue autor de más de 800 artículos de investigación de archivo.

## Reconocimientos
Fue galardonado con Padma Bhushan en Ciencia e Ingeniería (Medalla Nacional de Ciencia e Ingeniería, India) en 2013. El presidente de la India, el Dr. Pranab Kumar Mukherjee, galardonado con el Premio Padma Bhushan (Medalla Nacional de Ciencia y Tecnología de la India) a Atluri en la Rashtrapati Bhawan (Residencia del Presidente) en Nueva Delhi el 20 de abril, en una Ceremonia Televisada Nacionalmente en la India.
El 29 de abril de 2014, fue incluido como miembro corresponsal de la Academia de Atenas, Grecia, la academia científica y filosófica organizada más antigua de la historia del mundo moderno.
Recibió a Walter J. y Angeline H. Premio Crichlow Trust(un Premio Aeroespacial Global de 100.000 dólares) en 2015; el Premio a la Conferencia de Estructuras, Dinámica Estructural y Materiales en 1998; la Medalla Estructuras, Dinámica Estructural y Materiales en 1988;y la Medalla de Literatura Aeroespacial Pendray en 1998. Todos estos premios son del Instituto Americano de Aeronáutica y Astronáutica.
En mayo de 2017, recibió el Premio Glorious Indiaen la Convención y Exposición Gloriosa India. También recibió algunos honores notables, incluyendo la Medalla Nadai,la División de Materiales en 2012 de la Sociedad Americana de Ingenieros Mecánicos; el Premio de Estructuras y Materiales Aeroespaciales de la Sociedad Americana de Ingenieros Civiles en 1986; la Medalla a la Excelencia en Aviación de la Administración Federal de Aviación y la Oficina de Política de Ciencia y Dado a un miembro de la facultad cada año) en 1986, y el doble del Premio al Investigador Sobresaliente en 1991 y 1993 en el Instituto de Tecnología de Georgia; Premio Monie Ferst de Investigación Sostenida de la Sociedad de Sigma-Xi en 1988.
Recibió la Medalla Hilbert de la Conferencia Internacional sobre Ingeniería y Ciencias Computacionales y Experimentales en 2003, y la Medalla ICCES de la misma organización en 1992.
Recibió una Citación de Servicio Distinguido, el Comité de Selección de la Medalla Nacional de Tecnología (ahora Medalla Nacional de Tecnología e Innovación) del Secretario de Comercio de los Estados Unidos de 1992 a 1998. En el año 2001, fue elegido exalumno distinguido del Instituto Indio de Ciencias de Bangalore (IISc). En 1992 fue seleccionado como uno de los 25 exalumnos distinguidos del Departamento Aeroespacial de I.I.Sc durante su Jubileo de Oro, y en 2017 fue seleccionado como uno de los 75 Exalumnos Distinguidos con motivo de su Jubileo de Platino.
Fue incluido en el Registro de Honores en el Departamento Aeroespacial del Instituto Indio de Ciencias en 1966(por ser el estudiante de primer rango ese año), y recibió el V.K. Medalla de Oro Murthy y el Premio Lázaro de la Universidad de Andhra en 1964 (por ser el estudiante de ingeniería de primer nivel en la universidad ese año).
Ha sido profesor de mecánica del medio oeste (1989),así como profesor de mecánica del suroeste (1987).
En 1998, recibió la beca de la Sociedad Japonesa para la Promoción de la Ciencia.
Fundó ICCES, que estableció Satya N. Medalla Atluri ICCES en honor a su fundador. Recibió la Medalla Hilbert en 2003 y la Medalla ICCES en 1992.